# Zammar
Zammar (arab. زمار) – miejscowość w Syrii, w muhafazie Aleppo. W 2004 roku liczyła 1919 mieszkańców.